# Sarita Suwannakitborihan
Sarita Suwannakitborihan (Thai: สริตา สุวรรณกิจบริหาร; * 22. Mai 1995) ist eine thailändische Badmintonspielerin. 

## Karriere
Sarita Suwannakitborihan startete bei den Juniorenasienmeisterschaften 2012 und den Juniorenweltmeisterschaften 2013. Bei den Erwachsenen stand sie beim Malaysia Open Grand Prix Gold 2013 und den Chinese Taipei Open 2013 im Achtelfinale. Eine Runde früher schied sie bei den Thailand Open 2012, dem China Masters 2013, den Thailand Open 2013, der Japan Super Series 2013, der India Super Series 2014 und dem Malaysia Open Grand Prix Gold 2014 aus.